# Zostawa
Zostawa – część miasta Żory, położona w rejonie ulicy Zostawa, tuż na połdniowy wschód od żorskiej starówki, przy jeziorze Kleszczowiak. 